# برتویل-سور-اودون
برتویل-سور-اودون (به فرانسوی: Bretteville-sur-Odon) یک کمون در فرانسه است که در کالوادوس واقع شده‌است. برتویل-سور-اودون ۶٫۴۶ کیلومتر مربع مساحت دارد ۱۵ متر بالاتر از سطح دریا واقع شده‌است.